# Ioannis Malokinis
Ioannis Malokinis (Grieks: Ιωάννης Μαλοκίνης) (Piraeus, 1880 – 1942) was een Grieks zwemmer

## Biografie
Tijdens de olympische Zomerspelen 1896 won hij de gouden medaille op de 100 meter vrije slag voor matrozen. Dit onderdeel was alleen mogelijke voor Griekse matrozen. De winnende tijd van 2 minuten en 20 seconden was meer dan een minuut trager dan de winnende tijd in de open categorie.